# Реакція Яріша-Герксгаймера
Реакція Яріша-Герксгаймера — це раптова та зазвичай минуща реакція, яка може виникнути протягом 24 годин після введення антибіотиків для лікування інфекції, спричиненої спірохетами, зокрема сифілісу, лептоспірозу, хвороби Лайма та поворотного тифу. В число ознак та симптомів цієї реакції входять гарячка, озноб, тремтіння, нудота, головний біль, прискорене серцебиття, низький кров'яний тиск, прискорене дихання, почервоніння шкіри, біль у м'язах та погіршення шкірних уражень. Іноді її помилково сприймають за алергію на антибіотик.
Реакції Яріша-Герксгаймера можуть бути небезпечними для життя, оскільки вони можуть спричинити значне падіння артеріального тиску та гостре ураження органів-мішеней, що зрештою призводить до поліорганної недостатності.

## Ознаки та симптоми
Ця реакція є різновидом так званого сепсису, і виникає після початку приймання антибактеріальних препаратів при лікуванні грам-негативних інфекцій, таких як кишкова паличка, та інфекцій, що передаються через воші та кліщі. Зазвичай вона проявляється через 1–3 години після першого приймання антибіотиків у вигляді гарячки, ознобу, тремтіння, низького кров'яного тиску, ⁣ головного болю, тахікардії, гіпервентиляції, вазодилятації з припливами, міалгії (болю в м’язах), загострення шкірних уражень та тривоги. Інтенсивність реакції вказує на тяжкість запалення. Реакція зазвичай виникає протягом двох годин після введення препарату, та як правило, минає сама по собі.

## Причини
Реакцію Яріша-Герксгаймера традиційно пов'язують з антимікробним лікуванням сифілісу. Ця реакція також спостерігається при інших захворюваннях, спричинених спірохетами: хворобі Лайма, поворотному тифі та лептоспірозі. Були повідомлення про випадки реакції Яріша-Герксгеймера, що супроводжували лікування інших інфекцій, зокрема Ку-гарячки, бартонельозу, бруцельозу, трихінельозу та сонної хвороби.

## Патофізіологія
Вважається, що ліпопротеїни⁣, що вивільняються під час лікування інфекцій, спричинених Treponema pallidum, викликають реакцію Яріша-Герксгаймера. Реакція Герксгаймера супроводжується підвищенням рівня запальних цитокінів під час загострення, зокрема фактора некрозу пухлини, інтерлейкіну-6 та інтерлейкіну-8.

## Лікування
Профілактика та лікування протизапальними засобами можуть зупинити розвиток цієї реакції. Як допоміжне лікування застосовують пероральний аспірин або ібупрофен кожні чотири години протягом доби або 60 мг преднізону перорально або внутрішньовенно. Разом з тим стероїди, як правило, не приносять користі. Пацієнтів необхідно ретельно спостерігати на предмет потенційних ускладнень (колапсу та шоку), а також їм може знадобитися внутрішньовенне введення рідини для підтримки належного артеріального тиску. За наявності слід призначити мептазинол, опіоїдний анальгетик змішаного агоністично-антагоністичного типу, для зменшення тяжкості реакції. Також можуть бути стати в пригоді інгібітори фактора некрозу пухлини.

## Історія
Відкриття реакції Яріша-Герксгеймера приписують як австрійському дерматологу Адольфу Ярішу, так і німецькому дерматологу Карлу Герксгаймеру. І Яріш, і Герксгаймер спостерігали такі реакції у пацієнтів із сифілісом, яких лікували ртуттю. Реакція вперше була помічена після лікування ранніх та пізніх стадій сифілісу сальварсаном, ртуттю або антибіотиками. Яріш вважав, що реакцію спричиняє токсин, що виділяється з мрущих спірохет.

## Виноски
1. 1 2 3 4  Dhakal, Aayush; Sbar, Evelyn (2023). Jarisch Herxheimer Reaction. StatPearls. StatPearls Publishing.
2. ↑  Lukehart, Sheila A. (2017). Syphilis. У Kasper, Dennis L.; Fauci, Anthony S. (ред.). Harrison's Infectious Diseases (вид. 3). New York: Mc Graw-Hill. с. 666. ISBN 978-1-259-83597-1.
3. 1 2 3  Belum GR, Belum VR, Chaitanya Arudra SK, Reddy BS (2013). The Jarisch–Herxheimer reaction: revisited. Travel Medicine and Infectious Disease. 11 (4): 231—7. doi:10.1016/j.tmaid.2013.04.001. PMID 23632012.
4. ↑  Butler T (2017). The Jarisch–Herxheimer Reaction After Antibiotic Treatment of Spirochetal Infections: A Review of Recent Cases and Our Understanding of Pathogenesis. The American Journal of Tropical Medicine and Hygiene. 96 (1): 46—52. doi:10.4269/ajtmh.16-0434. PMC 5239707. PMID 28077740.
5. ↑  Vidal V, Scragg IG, Cutler SJ та ін. (December 1998). Variable major lipoprotein is a principal TNF-inducing factor of louse-borne relapsing fever. Nat. Med. 4 (12): 1416—20. doi:10.1038/4007. PMID 9846580.
6. ↑  Kaplanski G, Granel B, Vaz T, Durand JM (July 1998). Jarisch–Herxheimer reaction complicating the treatment of chronic Q fever endocarditis: elevated TNFalpha and IL-6 serum levels. J. Infect. 37 (1): 83—4. doi:10.1016/S0163-4453(98)91120-3. PMID 9733392.
7. ↑  Fekade, D; Knox, K; Hussein, K; Melka, A; Lalloo, DG; Coxon, RE; Warrell, DA (Aug 1, 1996). Prevention of Jarisch–Herxheimer reactions by treatment with antibodies against tumor necrosis factor alpha. The New England Journal of Medicine. 335 (5): 311—5. doi:10.1056/NEJM199608013350503. PMID 8663853.
8. ↑  Coxon, RE; Fekade, D; Knox, K; Hussein, K; Melka, A; Daniel, A; Griffin, GG; Warrell, DA (Mar 1997). The effect of antibody against TNF alpha on cytokine response in Jarisch–Herxheimer reactions of louse-borne relapsing fever. QJM: Monthly Journal of the Association of Physicians. 90 (3): 213—21. doi:10.1093/qjmed/90.3.213. PMID 9093599.
9. ↑  Jarisch A (1895). Therapeutische Versuche bei Syphilis. Wien Med Wochenschr. 45: 721—42.
10. ↑  Herxheimer K, Krause D (1902). Ueber eine bei Syphilitischen vorkommende Quecksilberreaktion. Deutsche Medizinische Wochenschrift. 28 (50): 895—7. doi:10.1055/s-0028-1139096.
11. ↑  The Jarisch–Herxheimer reaction. Lancet. 1 (8007): 340—1. February 1977. doi:10.1016/s0140-6736(77)91140-0. PMC 1056841. PMID 64863.